# Gérard Burguet
Pour les articles homonymes, voir Burguet.
Pas d'image ? Cliquez ici

a Compétitions nationales et continentales officielles uniquement.

Gérard Burguet, né le 24 janvier 1941 à Brive, est un joueur français de  rugby à XV évoluant au poste de troisième ligne aile.

## Biographie
Au CA Brive de 1959 à 1970, il joue 124 matchs pour 52 essais. Il participe  à la finale du Challenge Yves du Manoir 1962-1963, battu par le SU Agen 11 à 0. Il atteint également la finale du Championnat de France de 1965 où le club est battu une seconde fois par le SU Agen, 15 à 8,.
Outre sa carrière de rugby, il est employé par la Société nationale des chemins de fer français.
Après sa carrière, en 1971, il reste une personnalité liée à la vie du club, en aidant Alain Dubois dans la gestion du club. Il devient entraineur de l'équipe de Nationale B, qu'il mène au titre de champion de France en 1975,.
En 2015, il participe au 50e anniversaire de la finale de 1965.

## Palmarès
- Challenge Yves du Manoir[1]
  - Finaliste en 1963 (1)
- Champion de France de première division :
  - Vice-champion (1) en 1965[1].
- Championnat de France équipe réserve[6]
  - Champion de France (1) en 1967[1]